# Pollada peruana
La pollada es una comida tradicional del Perú, y forma uno de los platos más conocidos dentro de la gastronomía peruana. Es una comida que suele ser preparada para recibir a cambio una ganancia que ayude en una necesidad en particular.

## Descripción
La preparación consiste en aliño de ají amarillo, ají panca y especias donde se maceran piezas de pollo para luego ser fritas en abundante aceite. Se acompañan de papas y choclos cocidos, ensalada de col y zanahoria y diversas salsas de ají, como la crema de huacatay o de rocoto.

## Como actividad pro fondos
La pollada nació como una forma popular de recaudación de fondos para afrontar la dura situación económica peruana de finales de la década de 1980. Debido a su éxito como método alternativo de conseguir dinero de manera informal para un fin particular o grupal se popularizó en los años 1990.
Se organizaban durante los festivos o fines de semana cercanos a las fechas de cobro de los salarios. Para amenizar las comidas se solía acompañar la venta con bebidas alcohólicas, preferentemente cerveza, música y baile, lo que se convertía en una «pollada bailable». Para la venta de los platos se utilizaban las «tarjetas de pollada».
A partir de este tipo de actividad han surgido otras donde se cambia el plato principal pero con las mismas características recaudatorias: la frejolada, la cuyada o la anticuchada. Así mismo, lo que en origen fue una actividad realizada en un local o en la calle (cuando se trataba de un fin vecinal) ha evolucionado en una forma de delivery, incluso ha pasado del ámbito popular a ser organizado por clases socioeconómicas más pudientes.